# شارون مورغان
شارون مورغان (بالإنجليزية: Sharon Morgan)‏ هي ممثلة بريطانية، ولدت في 29 أغسطس 1949 في المملكة المتحدة.

## وصلات خارجية
- شارون مورغان على موقع IMDb (الإنجليزية)
- شارون مورغان على موقع روتن توميتوز (الإنجليزية)
- شارون مورغان على موقع ألو سيني (الفرنسية)
- شارون مورغان على موقع أول موفي (الإنجليزية)
- شارون مورغان على موقع قاعدة بيانات الفيلم (الإنجليزية)
- شارون مورغان على موقع كينوبويسك (الروسية)
- شارون مورغان على موقع كينوبويسك (الروسية)